# George David Weiss
George David Weiss (9 de abril de 1921 - 23 de agosto de 2010) foi um compositor americano.

## Carreira
Weiss nasceu em uma família judia, e originalmente planejou uma carreira como um advogado ou contabilista, mas devido à seu grande amor pela música, foi levado a frequentar a Juilliard School, desenvolvendo suas habilidades de composição e arranjos. Após deixar a escola, ele se tornou um arranjador de grandes bandas (big bands), tais como as de Stan Kenton, Vincent Lopez, e Johnny Richards. Logo no início de sua carreira, tocou instrumentos de sopro e violino em várias bandas de baile, antes de prestar serviço militar durante a Segunda Guerra Mundial.
Ele foi um compositor muito prolífico nas décadas de 1940, 1950 e 1960, com muitas de suas canções tendo alcançando posições elevadas nas paradas. Apesar de ter trabalhado com muitos colaboradores, a maior parte de suas músicas bem conhecidas foram escritas com Bennie Benjamin.
Weiss contribuiu para uma série de trilhas sonoras de filmes: Murder, Inc. (1960), Gidget Goes to Rome ('Roma, Convite ao Amor') (1953), 'Mediterranean Holiday' ('A Fantástica Aventura de Flying Clipper') (1964), e Mademoiselle (1966).
Colaborações em três musicais da Broadway estavam entre suas composições. Mr. Wonderful, foi escrito em 1956 com Jerry Bock e Lawrence Holofcener. A produção da Broadway estrelada por Sammy Davis, Jr., First Impressions baseou-se no filme de Jane Austen, Orgulho e Preconceito. Foi escrito em 1959, com Bo Goldman e Glenn Paxton. Maggie Flynn foi escrito em 1968, com Hugo Peretti e Luigi Creatore. Foi criado em Nova Iorque durante a Guerra Civil Americana, com produção da Broadway estrelada por Shirley Jones e Jack Cassidy. Além disso, Weiss e Will Severin compuseram o filme musical, A Tale of Cinderella, que foi apresentado pela primeira vez em dezembro de 1994 no Theater Institute em Troy Nova Iorque, e filmado para ser apresentado na PBS.
Sua música foi gravada por cantores como Tom Jones, Mel Tormé, Elvis Presley, Dinah Washington, The Stylistics, Tennessee Ernie Ford, e Sammy Davis, Jr.. Weiss escreveu a letra para o standard de jazz Lullaby of Birdland, que se tornou um grande sucesso na voz de Ella Fitzgerald. Em 1984, Weiss foi introduzido no Songwriters Hall of Fame("Hall da Fama dos Compositores").
Em 2006, um acordo judicial foi alcançado sobre os royalties que deveriam ser pagos para os direitos autorais mundiais da música "The Lion Sleeps Tonight", mais conhecida como o hit número um de The Tokens, que foi baseado em uma canção de 1939, "Mbube", do cantor e compositor sul-africano Solomon Linda. Embora Solomon seja reconhecido como autor, Weiss e co-autores, Peretti e Creatore, não eram. Eles não conseguiram ganhar nenhum crédito da escrita para os seus quatro novos processos sobre a música original, hit de 1961. A causa foi perdida no tribunal com base no estatuto de limitações americano.
Weiss morreu aos 89 anos, em 23 de agosto de 2010; de causas naturais em sua casa em Oldwick.

## Canções populares
- "What a Wonderful World" (1968) - em parceria com Bob Thiele, gravado por Louis Armstrong.
- "The Lion Sleeps Tonight" - em parceria com Luigi Creatore e Hugo Peretti[4], gravado por Jay Siegel &The Tokens.
- "Let's Put It All Together" - em parceria com Luigi Creatore e Hugo Peretti.
- "Can't Help Falling in Love with You" (1962) - em parceria com Luigi Creatore e Hugo Peretti, gravado por Elvis Presley.
- "That Sunday, That Summer" (1963) - em parceria com Joe Sherman.
- "Mr. Wonderful" (1955) - em parceria com Jerry Bock e Lawrence Holofcener.
- "Lullaby of Birdland" (1952) - sob o pseudônimo "B. Y. Forster", música de George Shearing.
- "Stay With Me" (1966) - em parceria com Jerry Ragovoy.